# پروتوهادروس
پروتوهادروس (نام علمی: Protohadros) نام یک سرده از راسته پرنده‌کفلان است.